# Erik Berchot
Erik Berchot est un pianiste français né le 14 février 1958 à Paris.

## Biographie
Très tôt il entre au Conservatoire national supérieur de musique de Paris où il obtient un 1er prix de piano et de musique de chambre dans la classe d'Yvonne Loriod. Il suit l'enseignement de Germaine Mounier et devient par la suite soliste à Radio France.
Erik Berchot est lauréat de nombreux concours internationaux : Marguerite Long (France), Viotti (Italie), Maria Canals (Espagne), 
Young Concert Artist (U.S.A. à New york) et Frédéric Chopin à Varsovie (Pologne).
Erik Berchot est le pianiste-acteur du film de Claude Lelouch Partir, revenir (1985) dans lequel il interprète le 2e concerto de Serge Rachmaninov ainsi qu'un Mouvement de Concert de Michel Legrand spécialement composé pour ce film.
Michel Legrand, qui partage régulièrement la scène avec Erik Berchot, transcrit à son intention les Parapluies de Cherbourg, Yentl et les Moulins de mon cœur (version pour deux pianos).
Il est sollicité pour des enregistrements consacrés à Chopin, Rachmaninov, Saint-Saëns, Debussy...
Erik Berchot et Philippe Étesse (Comédien) sont les interprètes et auteurs du spectacle « Chopin ou le Malheur de l'idéal » ; spectacle à l'affiche du théâtre de la Gaîté Montparnasse à Paris durant plusieurs mois ainsi qu'en tournée dans toute la France en 1989, cumulant près de 250 représentations.
Depuis 2007, il est le pianiste soliste de Charles Aznavour au Palais des congrès de Paris et pendant la tournée en France, Égypte, Portugal et Amérique du Sud et du nord (Canada & U.S.A.), Moscou.
Erik Berchot est régulièrement invité par la Société Chopin à Paris à l'occasion du festival de Bagatelle (Paris).
Erik Berchot est le pianiste de l'opéra radiophonique de Claudy Malherbe : La Cantatrice commande de Radio France (septembre 2008).
À Paris, le 28 septembre 2009, Erik Berchot a reçu des mains du compositeur Michel Legrand, au nom du président de la République Française, Nicolas Sarkozy, les insignes de Chevalier de l'ordre national du Mérite.
Il a donné récemment des concerts en tant que pianiste soliste à Tahiti.
Il a entrepris une tournée avec Charles Aznavour à partir de 2013 à Montréal, Londres, Tel-Aviv, Amsterdam, Erevan, Berlin, Francfort, Varsovie (où il a reçu le prix Frédéric Chopin), Barcelone, Rome, Los Angeles, New York, Moscou, Anvers, Genève, Saint-Petersbourg, Recife, Porto Alegre, Rio de Janeiro et d'autres villes encore.

## Discographie
- Érik Berchot joue Chopin - Sonata per piano n.2 op 35 'Marcia funebre' (1839), Polacca n.6 op 53 Eroica in LA (1842), Mazurca n.14 op 24 n.1 (1836) in sol. Enregistrement: EMI Studio, London - Rodolphe Productions, Harmonia mundi France, 1989